# Parafia św. Maksymiliana Marii Kolbego w Łazach
Parafia św. Maksymiliana Mari Kolbego – rzymskokatolicka parafia znajdująca się w Łazach. Należy do dekanatu łazowskiego, diecezji sosnowieckiej i metropolii częstochowskiej. Utworzona 14 marca 1988 r. z parafii św. Michała Archanioła w Łazach.